# Утешение

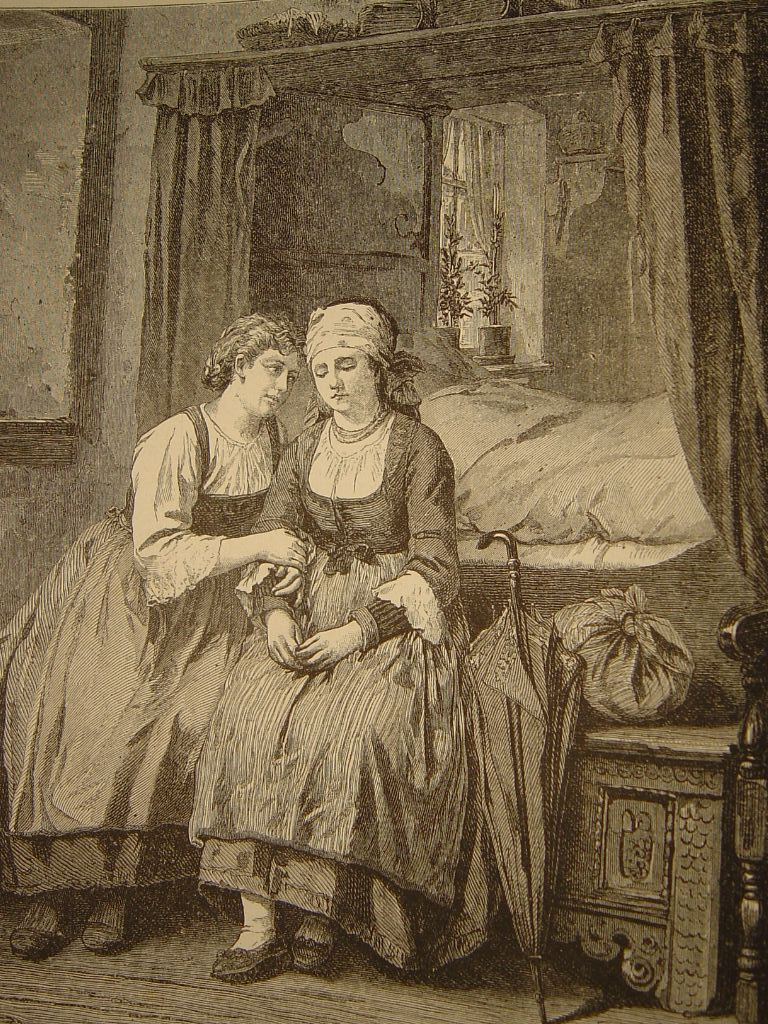
«Утешение» А. Киндлера

Утеше́ние — это термин, относящийся к психологической поддержке, оказанной тому, кто пострадал от тяжёлой, травмирующей утраты, такой как смерть близкого человека. Она, обычно, оказывается путём выражения сопричастного сожаления по поводу этой утраты и делании упора на надежде на положительные события в будущем. Утешение — это важная тема, присутствующая в истории, искусстве, философии и психологии.
В медицине утешение упрощённо описывается следующим образом:

До того, как фундаментальная медицина тем, кто страдает, предложит диагнозы, лекарства и операции и после этого, она должна предложить утешение. Утешение — это дар. Утешение согревает, когда утрата уже происходит или неизбежна. Эта поддержка может сделать утрату человека более сносной, побуждая его к принятию того, что надо жить жизнью, которая включает в себя также и страдание. Таким образом, утешение подразумевает переходный период: подготовка к тому времени, когда существующие страдания стихнут. Утешение настраивает на такую перемену.

В некоторых контекстах, особенно в религиозной терминологии, утешение описывается как противопоставление или противоположность чувству «опустошения», или полного поражения.

## История понятия
Желание утешать других — это выражение эмпатии, а у приматов оно проявляется инстинктивно. Нидерландский приматолог Франс де Вааль наблюдал акты утешения, происходившие среди нечеловеческих приматов, таких как шимпанзе. Формальная концепция утешения как социальной практики существовала с древних времён. Например, изучение писем из Древнего Рима указывает на такую культуру:

Утешать скорбящих было важной обязанностью. И человек, предлагавший утешение, и скорбящий должны были вести себя определённым образом и говорить определённые вещи, а утешитель — оказывать поддержку как эмоционально, так и практически.

Хотя «самым частым поводом для утешения была смерть», древняя утешительная литература обращалась и к другим причинам для утешения, включавшим «изгнание, бедность, политический провал, болезнь, кораблекрушение и старость.» Папирусные письма этой эпохи «часто используют такие стандартные утешения, как „смерти подвержены все“, а также частые упоминания о посылке продуктов». Отмечается, что еда могла предлагаться в качестве дополнительного утешения скорбящих или, возможно, имела религиозное предназначение. Сообщается, что в V веке до нашей эры софист Антифон из Рамнута установил на народной агоре будку, где предлагал утешение скорбящим. Кроме того, «визиты утешения в античности распространялись также и на уровень народа», включая визиты философов, намеревавшихся приободрить деревни, которые сталкивались с вторжением.
И в Древней Греции, и в Древнем Риме Утешение или утешительная речь была типом церемониальной речи, используемой, как правило, для того, чтобы словами поддержать скорбящих на похоронах. Это стало одной из самых популярных тем классической риторики. Платонический философ Крантор из Соли (325—275 гг до н. э.), член Платоновской Академии, первым написал сочинения по этой особой традиции. Несмотря на то, что сохранились лишь фрагменты этих сочинений, его влияние отмечено в трудах более поздних писателей, в частности в „Тускуланских беседах“ Цицерона и „Утешение Аполлонию“ Плутарха. Сенека Младший (4 г до н. э. — 65) создал самые узнаваемые образцы жанра утешения в своих трёх утешениях: «К Марции», «К Полибию» и «К Гельвии». Наиболее узнаваемый образец жанра утешения в стихотворной форме был написан псевдо-Овидием, «Утешение к Ливию». Труды Плутарха включают в себя три работы, построенные в традиции жанра утешения: De exilio, Consolatio ad uxorem, Consolatio ad Apollonium.
Исторически и философски утешение играет важную символическую роль в работе шестого века «Утешение от философии». Её автор, Боэций, описывает себя как утешаемого «Госпожой Философией» (олицетворение философии), будучи приговорённым к смерти за инкриминируемые ему преступления против гусударства. Будучи схваченным Боэций утешает себя от муки знания о том, что о его смерти вынесено постановление, тем что философствует.
Религиозные деятели часто изображаются как утешительные для своих последователей во время горя. Например, в Махабхарате индуистский аватар Кришна утешает своего брата Балараму и принцессу Сатья Баму после того, как они были унижены за свою гордыню. Более известно в «Бхагавадгита», когда Арджуна узнал, что Кришна умирает от травмы, Кришна утешил его трогательной философией. В христианстве одно из знаковых Стояний Креста иногда называют «Иисус утешает дочерей Иерусалима». Существует изрядное количество христианской литературы,
призванное дать утешение последователям в их вере из-за различных невзгод, которые постигают их в жизни. Одна из ветвей христианства, катары, практиковала таинство en:consolamentum, которое требовало утешения из-за неизбежного сожаления о жизни для того, чтобы направиться ближе к Богу или приблизиться к небесам.

## В искусстве
Утешение также является классической темой и в искусстве.:8 Например, поэтическая форма элегии описана как «словесное представление или постановка эмоций в которой отдельный выступающий привлекает аудиторию с целью достижения некоторой формы сокровенного утешения».:3 Примеры литературных приёмов, которые могут использоваться для выражения утешения, включает в себя прозопопея, в которой автор или выступающий могут выражать представление текущих мыслей или мнений умершего человека.:79

## В соревнованиях
В некоторых видах соревнований проигравшие участники получают некий вид награды или одобрения в качестве утешения за свой проигрыш. Он может быть в виде утешительного приза, вручающегося участнику, занявшего второе место, или утешительного матча в спортивном турнире, в котором две лучшие команды соревнуются за первое и второе место, а две другие команды соревнуются за приз третьего места.
Пример такого происходит в «Илиаде», где Гомер пишет о случае, когда Ахиллес судит спортивные состязания, проводимые среди греков во время похорон Патрокла. Во время гонки на колесницах Эвмел, который был известен как великий наездник на колеснице, терпит падение, из-за которого он приходит последним. Ахиллес выражает желание дать Эвмелу награду за второе место в знак признания заслуги проигравшего участника как колесничего. Этому стремлению вручить утешительный приз помешает участник, по-настоящему занявший второе место, Антилох, который с успехом возразит, что награда должна отойти тому участнику, чьё выступление соответствует требованиям получения приза.